# Championnat d'Europe masculin de water-polo 2010
Navigation
Édition 2008 Édition 2012
Le championnat d'Europe de water-polo masculin de 2010 est la 29e édition de la principale compétition européenne de water-polo entre nations. Elle se tient du 29 août au 11 septembre 2010. Elle est organisée par la Ligue européenne de natation et la fédération croate de water-polo en même temps que le championnat féminin.
Outre les six meilleures équipes de l'édition précédente, six équipes se qualifient par des tournois de qualification joués du 30 avril au 2 mai précédents.
L'équipe de Croatie remporte la finale contre l'Italie.
En outre, trois places qualificatives pour les Championnats du monde de natation 2011 qui profitent aux équipes d'Italie, de Hongrie et d'Allemagne.

## Organisation

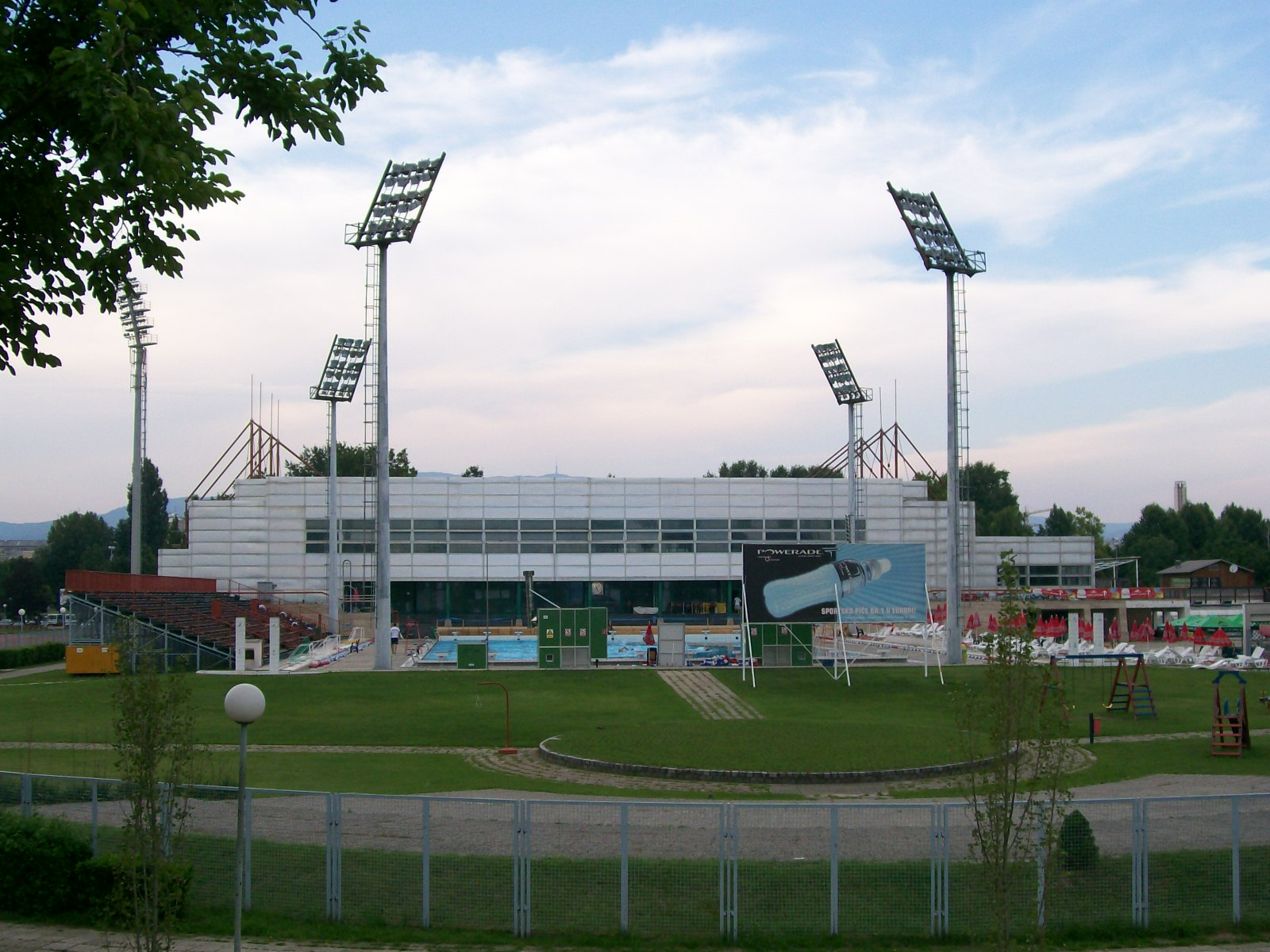
Le bassin du parc des sports Mladost en 2008.

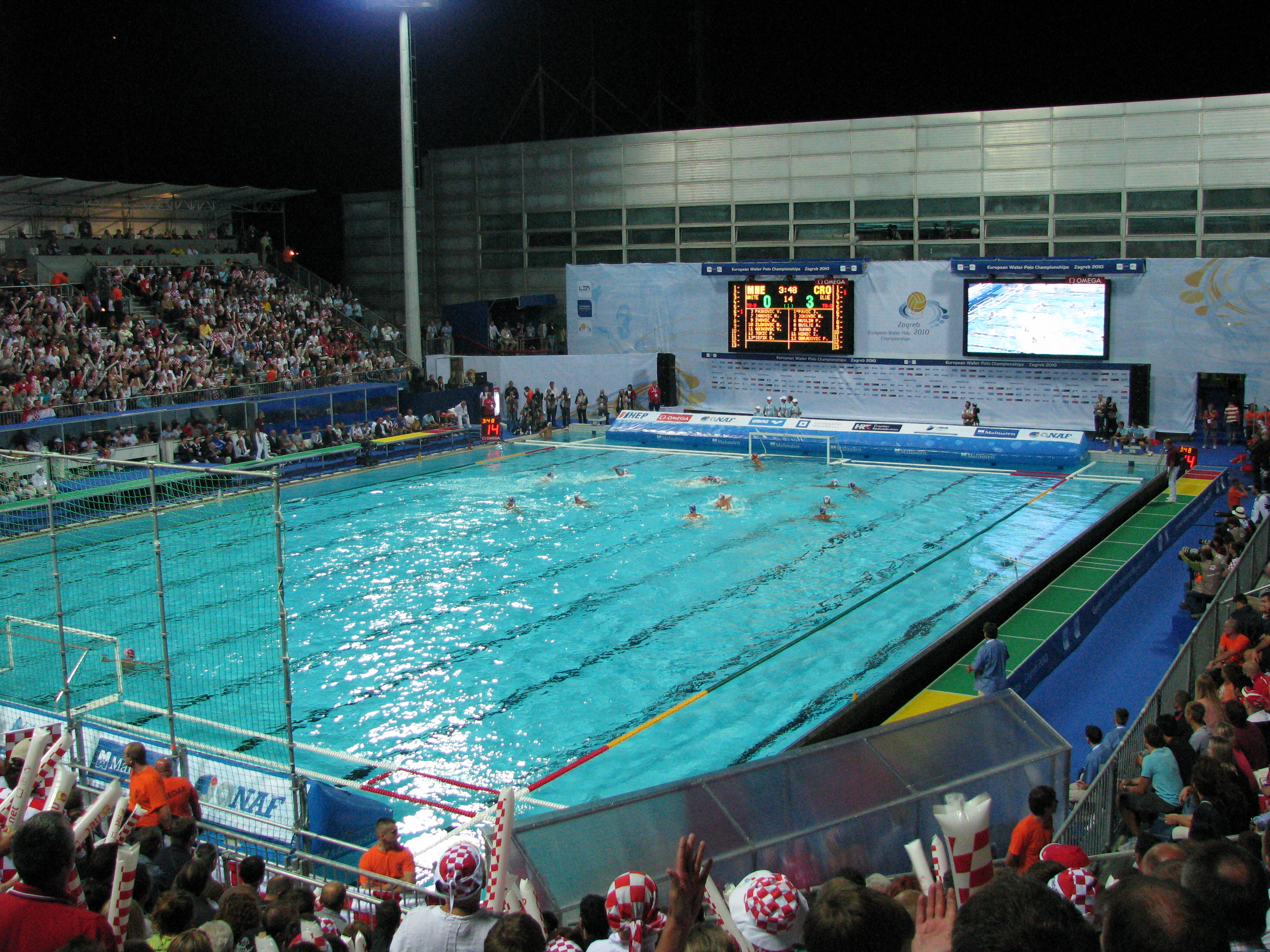
Le bassin pendant le match Croatie-Monténégro, le 29 août 2010.

Le championnat se joue dans le bassin de trente-trois mètres de long et en plein air du parc des sports Mladost autour duquel des tribunes temporaires peuvent accueillir 4 751 spectateurs. La section water-polo du HAVK Mladost joue cependant ses matches dans la piscine couverte du même parc.
Initialement, les organisateurs pensaient utiliser un bassin temporaire installé dans l'Arena Zagreb qui accueille une dizaine de milliers de spectateurs dans la configuration utilisée pour les matches de basket ball et de handball.

## Équipes qualifiées
Les six premiers du championnat de 2008, dans l'ordre du classement :
- Monténégro, tenant du titre,
- Serbie,
- Hongrie,
- Croatie,
- Italie,
- Allemagne.

Les six qualifiés par les tournois de qualifications :
- Espagne,
- Grèce,
- Roumanie,
- Macédoine,
- Russie,
- Turquie (issue du championnat B de 2009).

### Tournois de qualification
Les deux premiers de trois groupes se qualifient pour le championnat d'Europe.
Participent aux tournois les six derniers de l'édition 2008 (Espagne, Macédoine, Roumanie, Russie, Grèce et Slovaquie) et les six premiers du championnat d'Europe B de 2009 (Turquie, France, Pays-Bas, Grande-Bretagne, Slovénie et Malte).
Les tournois se tiennent du 30 avril au 2 mai 2010 à Istanbul (Turquie) pour le groupe A, Volos (Grèce) pour le groupe B et Oradea (Roumanie) pour le groupe C.

#### Groupe A
| Rang | Équipe    | Pts | J | G | N | P | Bp | Bc | Diff |
| ---- | --------- | --- | - | - | - | - | -- | -- | ---- |
| 1    | Espagne   | 9   | 3 | 3 | 0 | 0 | 48 | 11 | +37  |
| 2    | Turquie   | 6   | 3 | 2 | 0 | 1 | 22 | 23 | -1   |
| 3    | Slovaquie | 3   | 3 | 1 | 0 | 2 | 29 | 20 | +9   |
| 4    | Malte     | 0   | 3 | 0 | 0 | 3 | 12 | 57 | -45  |

| Date     |           | Score |           | Quarts-temps          |
| -------- | --------- | ----- | --------- | --------------------- |
| 30 avril | Malte     | 2-26  | Espagne   | 1-7 ; 0-7 ; 1-5 ; 0-7 |
| 30 avril | Turquie   | 6-5   | Slovaquie | 2-0 ; 1-3 ; 2-1 ; 1-1 |
| 1er mai  | Turquie   | 12-5  | Malte     | 3-0 ; 2-1 ; 5-1 ; 2-3 |
| 1er mai  | Espagne   | 9-5   | Slovaquie | 3-0 ; 2-1 ; 5-1 ; 2-3 |
| 2 mai    | Slovaquie | 19-5  | Malte     | 5-1 ; 5-2 ; 7-1 ; 2-1 |
| 2 mai    | Turquie   | 4-13  | Espagne   | 2-3 ; 0-3 ; 1-4 ; 1-3 |

#### Groupe B
| Rang | Équipe    | Pts | J | G | N | P | Bp | Bc | Diff |
| ---- | --------- | --- | - | - | - | - | -- | -- | ---- |
| 1    | Grèce     | 9   | 3 | 3 | 0 | 0 | 35 | 17 | +18  |
| 2    | Macédoine | 6   | 3 | 2 | 0 | 1 | 21 | 23 | -2   |
| 3    | France    | 3   | 3 | 1 | 0 | 2 | 27 | 29 | -2   |
| 4    | Slovénie  | 0   | 3 | 0 | 0 | 3 | 15 | 29 | -14  |

| Date     |           | Score |           | Quarts-temps          |
| -------- | --------- | ----- | --------- | --------------------- |
| 30 avril | Slovénie  | 6-12  | France    | 1-3 ; 1-3 ; 3-3       |
| 30 avril | Grèce     | 11-5  | Macédoine | 5-1 ; 2-2 ; 1-1 ; 3-1 |
| 1er mai  | France    | 8-9   | Macédoine | 2-0 ; 1-3 ; 2-2 ; 3-4 |
| 1er mai  | Grèce     | 10-5  | Slovénie  | 2-2 ; 2-0 ; 3-1 ; 3-2 |
| 2 mai    | Macédoine | 7-4   | Slovénie  | 3-1 ; 1-0 ; 2-1 ; 1-2 |
| 2 mai    | Grèce     | 14-7  | France    | 4-1 ; 3-0 ; 3-3 ; 4-3 |

#### Groupe C
| Rang | Équipe          | Pts | J | G | N | P | Bp | Bc | Diff |
| ---- | --------------- | --- | - | - | - | - | -- | -- | ---- |
| 1    | Roumanie        | 9   | 3 | 3 | 0 | 0 | 42 | 21 | +21  |
| 2    | Russie          | 6   | 3 | 2 | 0 | 1 | 32 | 25 | +7   |
| 3    | Pays-Bas        | 3   | 3 | 1 | 0 | 2 | 22 | 30 | -8   |
| 4    | Grande-Bretagne | 0   | 3 | 0 | 0 | 3 | 16 | 36 | -20  |

| Date     |                 | Score |                 | Quarts-temps          |
| -------- | --------------- | ----- | --------------- | --------------------- |
| 30 avril | Roumanie        | 17-5  | Grande-Bretagne | 7-1 ; 2-1 ; 6-1 ; 2-2 |
| 30 avril | Pays-Bas        | 8-11  | Russie          | 1-2 ; 3-2 ; 2-5 ; 2-2 |
| 1er mai  | Roumanie        | 13-6  | Pays-Bas        | 3-3 ; 1-1 ; 6-0 ; 3-2 |
| 1er mai  | Grande-Bretagne | 5-11  | Russie          | 0-3 ; 3-3 ; 1-2 ; 1-3 |
| 2 mai    | Roumanie        | 12-10 | Russie          | 4-1 ; 1-3 ; 4-2 ; 3-4 |
| 2 mai    | Pays-Bas        | 8-6   | Grande-Bretagne | 4-2 ; 2-3 ; 1-1 ; 1-0 |

## Tour préliminaire
Au terme du tour préliminaire, les équipes classées premières se qualifient pour les demi-finales. Celles classées deuxièmes et troisièmes atteignent les quarts de finale. Les équipes ayant terminé ensuite jouent un tournoi de classement pour les places de septième à douzième.
La composition des deux groupes est déterminée par un tirage au sort, organisé le 21 mai 2010 sur la place Ban-Jelačić, dans le centre de Zagreb.
Lors de la journée d'ouverture, le match Monténégro-Croatie se joue à guichet fermé devant environ 4 700 spectateurs au parc des sports Mladost.

### Groupe A
| Rang | Équipe     | Pts | J | G | N | P | Bp | Bc | Diff |
| ---- | ---------- | --- | - | - | - | - | -- | -- | ---- |
| 1    | Croatie    | 12  | 5 | 4 | 0 | 1 | 54 | 32 | +22  |
| 2    | Italie     | 12  | 5 | 4 | 0 | 1 | 42 | 35 | +7   |
| 3    | Monténégro | 10  | 5 | 3 | 1 | 1 | 60 | 38 | +22  |
| 4    | Roumanie   | 7   | 5 | 2 | 1 | 2 | 46 | 48 | -2   |
| 5    | Espagne    | 3   | 5 | 1 | 0 | 4 | 41 | 40 | +1   |
| 6    | Turquie    | 0   | 5 | 0 | 0 | 5 | 21 | 71 | -50  |

| Date          |            | Score |            | Quarts-temps          |
| ------------- | ---------- | ----- | ---------- | --------------------- |
| 29 août       | Turquie    | 6-12  | Roumanie   | 2-3 ; 2-3 ; 1-4 ; 1-2 |
| 29 août       | Italie     | 7-6   | Espagne    | 3-1 ; 0-1 ; 2-1 ; 2-3 |
| 29 août       | Monténégro | 11-9  | Croatie    | 1-3 ; 6-2 ; 1-3 ; 3-1 |
| 30 août       | Espagne    | 10-11 | Roumanie   | 1-2 ; 2-3 ; 5-3 ; 2-3 |
| 30 août       | Italie     | 11-10 | Monténégro | 3-2 ; 3-4 ; 3-3 ; 2-1 |
| 30 août       | Croatie    | 16-3  | Turquie    | 3-2 ; 4-1 ; 6-0 ; 3-0 |
| 1er septembre | Turquie    | 4-9   | Italie     | 1-2 ; 1-1 ; 1-4 ; 1-2 |
| 1er septembre | Roumanie   | 7-13  | Croatie    | 4-3 ; 1-3 ; 1-4 ; 1-3 |
| 1er septembre | Monténégro | 8-7   | Espagne    | 3-2 ; 2-2 ; 1-1       |
| 3 septembre   | Monténégro | 22-2  | Turquie    | 5-1 ; 6-0 ; 5-0 ; 6-1 |
| 3 septembre   | Italie     | 10-7  | Roumanie   | 4-2 ; 1-1 ; 2-1 ; 3-3 |
| 3 septembre   | Espagne    | 6-8   | Croatie    | 1-2 ; 0-1 ; 2-1 ; 3-4 |
| 5 septembre   | Turquie    | 6-12  | Espagne    | 2-5 ; 3-1 ; 0-4 ; 1-2 |
| 5 septembre   | Roumanie   | 9-9   | Monténégro | 3-3 ; 1-3 ; 4-1 ; 1-2 |
| 5 septembre   | Italie     | 5-8   | Croatie    | 2-3 ; 2-1 ; 1-4 ; 0-0 |

### Groupe B
| Rang | Équipe    | Pts | J | G | N | P | Bp | Bc | Diff |
| ---- | --------- | --- | - | - | - | - | -- | -- | ---- |
| 1    | Hongrie   | 13  | 5 | 4 | 1 | 0 | 46 | 34 | +12  |
| 2    | Serbie    | 12  | 5 | 4 | 0 | 1 | 71 | 36 | +35  |
| 3    | Allemagne | 9   | 5 | 3 | 0 | 2 | 32 | 45 | -13  |
| 4    | Grèce     | 4   | 5 | 1 | 1 | 3 | 32 | 37 | -5   |
| 5    | Macédoine | 3   | 5 | 1 | 0 | 4 | 35 | 53 | -18  |
| 6    | Russie    | 3   | 5 | 1 | 0 | 4 | 42 | 53 | -11  |

L'équipe de Macédoine termine cinquième grâce à sa victoire contre l'équipe de Russie.
| Date          |           | Score |           | Quarts-temps          |
| ------------- | --------- | ----- | --------- | --------------------- |
| 29 août       | Russie    | 9-10  | Macédoine | 3-3 ; 2-2 ; 2-1 ; 2-4 |
| 29 août       | Hongrie   | 10-8  | Allemagne | 3-3 ; 3-1 ; 1-3       |
| 29 août       | Serbie    | 13-5  | Grèce     | 2-1 ; 4-2 ; 3-1 ; 4-1 |
| 30 août       | Allemagne | 7-6   | Russie    | 2-0 ; 1-3 ; 2-2 ; 2-1 |
| 30 août       | Serbie    | 6-9   | Hongrie   | 1-2 ; 2-1 ; 0-4 ; 3-2 |
| 30 août       | Grèce     | 10-5  | Macédoine | 2-2 ; 4-1 ; 0-1 ; 4-1 |
| 1er septembre | Russie    | 10-16 | Serbie    | 2-7 ; 3-3 ; 1-1 ; 4-5 |
| 1er septembre | Macédoine | 7-8   | Allemagne | 1-3 ; 1-3 ; 4-2 ; 1-0 |
| 1er septembre | Hongrie   | 6-6   | Grèce     | 0-3 ; 1-0 ; 3-2 ; 2-1 |
| 3 septembre   | Serbie    | 19-9  | Macédoine | 4-0 ; 2-1 ; 7-2 ; 6-6 |
| 3 septembre   | Hongrie   | 14-10 | Russie    | 5-3 ; 3-3 ; 3-1 ; 3-3 |
| 3 septembre   | Grèce     | 5-6   | Allemagne | 0-2 ; 1-1 ; 2-2 ; 2-1 |
| 5 septembre   | Serbie    | 17-3  | Allemagne | 4-2 ; 5-0 ; 2-0 ; 6-1 |
| 5 septembre   | Russie    | 7-6   | Grèce     | 3-2 ; 0-0 ; 2-3 ; 2-1 |
| 5 septembre   | Hongrie   | 7-4   | Macédoine | 2-0 ; 2-4 ; 0-0 ; 3-0 |

## Phase finale pour le titre
En quart de finale s'opposent, le 7 septembre, les deuxièmes et troisièmes des groupes du tour préliminaire. Les vainqueurs affrontent les premiers des deux groupes en demi-finale, le 9 septembre.
| Date             |            | Score |           | Quarts-temps          |
| ---------------- | ---------- | ----- | --------- | --------------------- |
| Quarts de finale |            |       |           |                       |
| 7 septembre      | Italie     | 6-2   | Allemagne | 2-1 ; 2-1 ; 1-0       |
| 7 septembre      | Monténégro | 5-6   | Serbie    | 2-1 ; 1-1 ; 1-2       |
| Demi-finales     |            |       |           |                       |
| 9 septembre      | Serbie     | 9-10  | Croatie   | 1-2 ; 4-4 ; 2-2       |
| 9 septembre      | Italie     | 10-8  | Hongrie   | 2-0 ; 2-3 ; 4-3 ; 2-2 |
| Finale           |            |       |           |                       |
| 11 septembre     | Croatie    | 7-3   | Italie    | 2-2 ; 1-0 ; 2-0 ; 2-1 |

## Phase finale de classement
| Date                |           | Score |            | Quarts-temps                        |
| ------------------- | --------- | ----- | ---------- | ----------------------------------- |
| 3e/4e               |           |       |            |                                     |
| 11 septembre        | Serbie    | 10-8  | Hongrie    | 3-1 ; 2-2 ; 2-1 ; 3-4               |
| 5e/6e               |           |       |            |                                     |
| 9 septembre         | Allemagne | 6-14  | Monténégro | 0-5 ; 4-3 ; 1-2 ; 1-4               |
| 7e/12e              |           |       |            |                                     |
| 7 septembre         | Espagne   | 9-6   | Russie     | 3-0 ; 2-1 ; 2-5 ; 2-0               |
| 7 septembre         | Turquie   | 9-6   | Macédoine  | 2-0 ; 1-2 ; 3-3 ; 3-1               |
| 9 septembre 11e/12e | Russie    | 5-4   | Macédoine  | 1-2 ; 2-0 ; 1-0 ; 1-2               |
| 9 septembre         | Espagne   | 12-11 | Grèce      | 2-3 ; 3-1 ; 3-3 ; 2-3 P : 1-1 ; 1-0 |
| 9 septembre         | Turquie   | 8-15  | Roumanie   | 2-3 ; 0-6 ; 3-2 ; 3-4               |
| 10 septembre 9e/10e | Grèce     | 10-7  | Turquie    | 4-2 ; 2-2 ; 1-1 ; 3-2               |
| 10 septembre 7e/8e  | Espagne   | 7-8   | Roumanie   | 0-0 ; 3-4 ; 0-4 ; 4-0               |

## Classement général
| Place              | Équipe     |
| Médaille d'or      | Croatie    |
| Médaille d'argent  | Italie     |
| Médaille de bronze | Serbie     |
| ------------------ | ---------- |
| 4                  | Hongrie    |
| 5                  | Monténégro |
| 6                  | Allemagne  |
| 7                  | Roumanie   |
| 8                  | Espagne    |
| 9                  | Grèce      |
| 10                 | Turquie    |
| 11                 | Russie     |
| 12                 | Macédoine  |

Les cinq premiers sont qualifiés pour le championnat d'Europe de 2012.

## Distinctions individuelles
- Meilleur joueur : Vanja Udovičić (Serbie)[53].
- Meilleur marqueur : Vanja Udovičić (Serbie)[53].
- Meilleur gardien : .